# Distrito Escolar de la Ciudad de Merced
El Distrito Escolar de la Ciudad de Merced (Merced City School District, MCSD) es un distrito escolar de California. Tiene su sede en Merced.
A partir de 2015 el distrito gestiona 13 escuelas primarias y cuatro escuelas medias. A partir de mismo año tiene 10.800 estudiantes.
El Distrito Escolar Unificado de las Preparatorias de Merced gestiona las escuelas preparatorias (high schools) públicas en el área.

## Historia
En el año escolar 2008-2009, el distrito tenía 2.211 estudiantes hablantes nativos de español, que eran clasificados como estudiantes de inglés, lo que representa 74% de la población de estudiantes de inglés del distrito. El distrito también tenía 1.107 estudiantes hablantes nativos de español con competencia en Inglés. La segunda población más grande de estudiantes de inglés eran los hablantes nativos de Hmong, con 628 estudiantes, 21% de la población de estudiantes de inglés del distrito. El distrito también tenía 291 estudiantes hablantes nativos de Hmong con competencia en Inglés.
En el enero de 1983 10% de los estudiantes del MCSD era asiático, la mayoría étnicos Hmong. En un lapso de menos de dos años que terminó concluyó en enero de 1983, más de 750 refugiados Hmong y laosianos se inscribieron en las escuelas de MCSD. Dave Small, el superintendente del MCSD, dijo que el número era el tamaño de una escuela, "de buen tamaño" ("a good-sized school at that").